# Sylvain Bemba
Sylvain Bemba (* 17. Februar 1934 in Sibiti, Republik Kongo; † 8. Juli 1995 in Paris, Frankreich) war ein kongolesischer Schriftsteller, Musiker und Journalist.

## Leben und Werk
Sylvain N’Tari Bemba ist in Sibiti in der Region Lékoumou geboren. Er schrieb in den 1970er und 1980er Jahren hauptsächlich Romane, Erzählungen und Theaterstücke, die in französischer Sprache erschienen sind. Einzelne Werke wurden im Rahmen von Anthologien auch in andere Sprachen übersetzt. Daneben verfasste er Essays zur Literatur- und Musikgeschichte. Er war Redakteur im kongolesischen Rundfunk und bei der Zeitschrift Liaison, der ersten kongolesischen Literaturzeitschrift. Zudem war er leitender Mitarbeiter im kulturpolitischen Bereich und Bibliothekar an der Marien-Ngouabi-Universität in Brazzaville.
Bemba beeinflusste viele jüngere Kollegen, wie Sony Labou Tansi. Als Angehöriger der Kolonialverwaltung sah er sich gezwungen, teilweise die Pseudonyme Martial Malinda und Belvain Michel zu benutzen.
Die letzten Jahre seines Lebens verbrachte Bemba im Exil in Frankreich.

## Werke

### Romane
- 1979: Rêves portatifs (Lomé: Nouvelles éditions africaines)
- 1982: Le soleil est parti à M'Pemba (Présence africaine)
- 1987: Léopolis (Hatier)

### Erzählungen
- 1964: La Chambre noire
- 1971: La Mort d´un Enfant de la foudre
- 1975: La Rumba fantastique

### Theaterstücke
- 1970: L'enfer, c'est Orféo (ORTF-DAEC). Publiziert unter dem Pseudonym Malinda Martial
- 1972: L'Homme qui tua le crocodile, tragicomédie (Editions CLE)
- 1972: Il était une fois la Colonisation (Balletoper)
- 1975: Une Eau dormante... (Radio-France Internationale)
- 1976: Tarentelle noire et diable blanc (P. J. Oswald)
- 1979: Un Foutu monde pour un blanchisseur trop honnête (Editions CLE)
- 1982: Eroshima
- 1989: Théâtre (Silex)::
  - Les éléphantomes
  - La chèvre et le léopard : spectacle réservé aux adultes
  - Le m'bulu-n'konko ne chante qu'une fois
  - L'étrange crime de Monsieur Pancrace Amadeus
- 1995: Noces posthumes de Santigone (Solignac: le Bruit des autres)

### Hörspiele
- 1963–1965: A Bâtons rompus (Hörspielszenen). Publiziert unter dem Pseudonym Michel Belvain

### Weitere Schriften
- 1984: Le Dernier des cargonautes (Editions l'Harmattan)
- 1984: Cinquante ans de musique du Congo-Zaïre, 1920 - 1970 (Présence africaine)

### Deutschsprachige Übersetzungen
- 1984: Tod eines Zulu. in: Erkundungen - 17 kongolesische Erzähler (Hg. Reinhard Gerlach/ Hubert Kröning).Verlag Volk und Welt, Berlin: 217–232

## Auszeichnungen und Ehrungen
- 1963: Grand Prix de la Nouvelle Africaine für La Chambre Noire
- 1963: Preis beim Interafrikanischen Theaterwettstreit
- 1970: Preis des Wettbewerbs "Zone des tempêtes" für La Mort d´un enfant de la foudre
- 1972: Preis beim Interafrikanischen Theaterwettstreit
- 1976: Preis beim Interafrikanischen Theaterwettstreit
- 1977: Grand Prix des Lettres du Président de la République Populaire du Congo für sein Gesamtwerk
- 1979: Ehrenurkunde auf dem 1. Festival der Frankophonie in Nizza